# IBM 7090

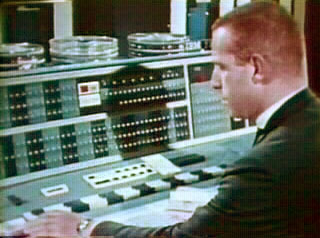
Консоль IBM 7090

IBM 7090 — транзисторный компьютер второго поколения, третий компьютер серии научных компьютеров IBM 700/7000. Первый экземпляр пущен в ноябре 1959 году. Типовая отпускная цена для заказчиков в 1960 году — $2 млн.
У первой версии машины память состояла из 32 536 слов по 36 бит (примерно 143 КБ). Модель 7090 и её модификация 7094 были достаточно успешными, оснащались разнообразным программным обеспечением, предоставляемым IBM. К тому же было активное сообщество пользователей внутри пользовательской организации SHARE, в рамках которой заказчики машины делились разработками друг с другом.
В 1961 году Майкл Минович использовал 7090, установленный в Калтехе, для решения задачи трех тел. Расчёты Миновича легли в основу программы запуска автоматических станций НАСА. В 1961 году Джон Келли и Кэрол Локбаум запрограммировали на машине песню «Daisy bell», ставшую первой песней которую спел компьютер. В 1962 году Дэниел Шанкс и Джон Ренч (англ. John Wrench) использовали IBM 7090 для вычисления первых 100 тыс. цифр числа пи